# Roland Moberg
Jan Roland Moberg, född 29 april 1939 i Nätra socken, är en svensk botaniker. Han är docent i botanik och har under sin karriär ägnat stort intresse åt lavar och har namngivit ett antal lavarter. Han var verksam vid Uppsala universitet, där han 2007 koordinerade firandet av Carl von Linnés 300-årsfirande. Moberg är född och uppvuxen i ångermanländska Näske.

## Biografi

### Bakgrund och lavar
Roland Mobergs namn har främst kommit att förknippas med lavar och besläktade organismer. Under sin aktiva tid gjorde han forskningsresa i olika världsdelar, vilket ligger till grund för ett hundratal publikationer
Åren 1973–99 var Moberg föreståndare för Fytoteket i Uppsala, idag en del av Evolutionsmuseet. Han kom att verka som förste museiintendent vid Uppsala universitet, där han ansvarat för universitetets botaniska samlingar.
Tillsammans med fotografen Ingmar Holmåsen publicerade Moberg 1982 den svenska standardboken Lavar. Boken har senare kommit ut i ytterligare två utgåvor samt översatts till tyska.
Roland Moberg var åren 1993–2000 ordförande för Svenska Botaniska Föreningen (numera hedersledamot).

### Linné
2007, 300 år efter Carl von Linnés födelse, fungerade Roland Moberg som koordinator för jubileumsfirandet vid Uppsala universitet. Det följde av Mobergs roll som ledamot och tidigare ordförande (åren 2010–2012) för Svenska Linnésällskapet. 2007 initierade han släktföreningen för Linné, där han byggde upp en databas med släktingar till Linné. Senare samma år hade han samlat in namn och adresser till 200 olika familjer, inklusive släktingar i USA, Kanada, Finland, Österrike och Nya Zeeland.
Moberg har även skrivit texter om personerna runt Linné, såsom Anders Sparrman.

### Auktor
Som auktor är Roland Moberg skriven som Moberg. I vetenskapliga sammanhang har även stavningen J. Roland Moberg synts. Han har bland annat beskrivit 34 central- och sydamerikanska arter i släktet Physcia samt fem sydamerikanska arter i släktet Heterodermia. Sammanlagt har han beskrivit 40 lavarter ur släktena Heterodermia, Hyperphyscia, Phaeophyscia, Physcia och Pyxine. Dessutom har beskrivningar utförts om arter i släktena Rolfidium (Sri Lanka) och Waynea (Nordamerika). Lavsläktet Mobergia (Baja California) är uppkallat efter Roland Moberg.

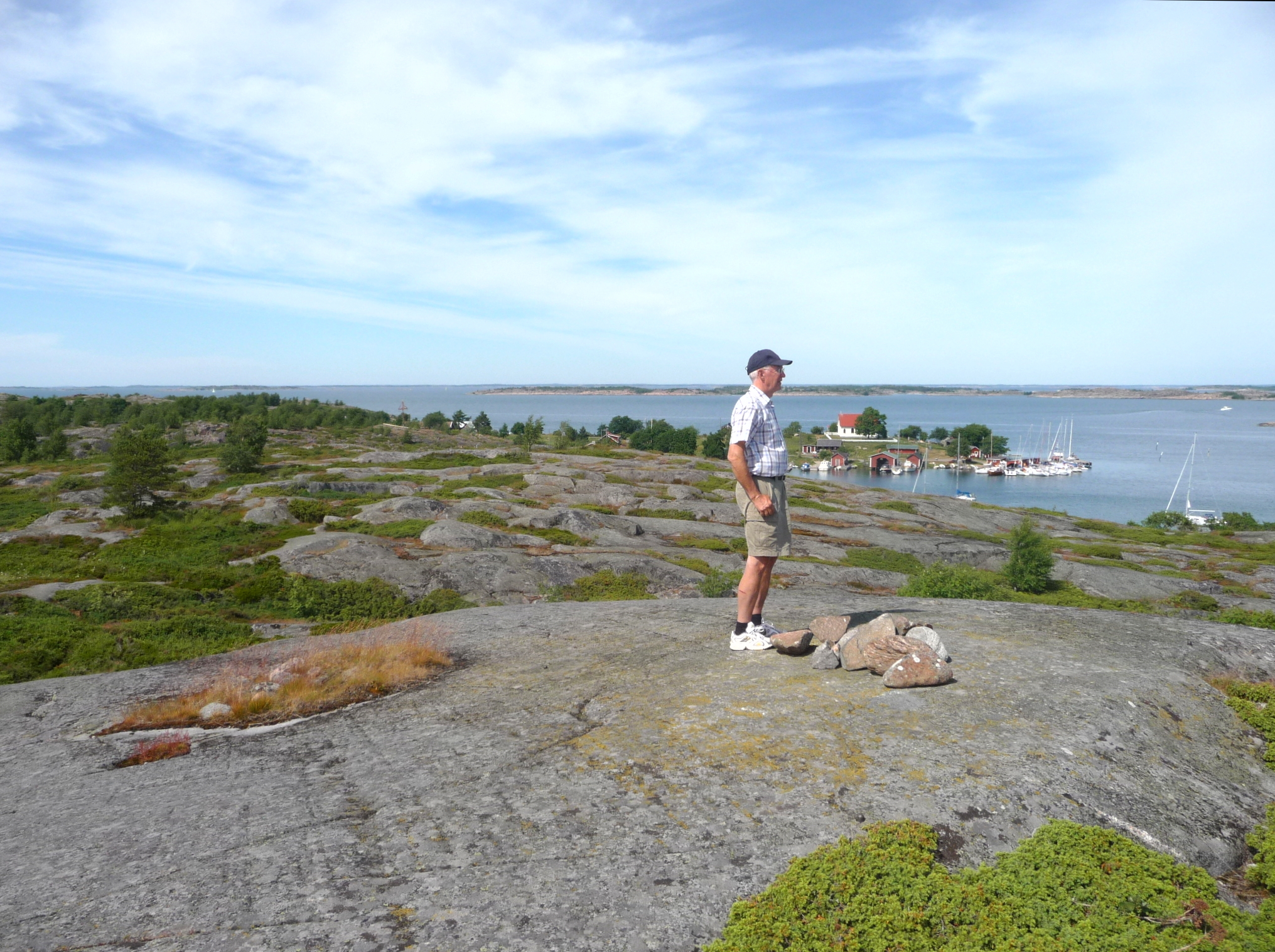
Roland Moberg har rest runt stora delar av världen i jakt på lavar. På bilden besöker han Aspö i Åbolands skärgård.